# José Zúñiga
José Zúñiga (ur. 1 kwietnia 1965 w Tegucigalpie) – hondurasko-amerykański aktor.

## Życiorys

### Wczesne lata
Urodził się w Tegucigalpie w Hondurasie. Kiedy miał 7 lat wraz z rodziną przeniósł się do Nowego Jorku, gdzie wstąpił do szkoły aktorskiej. Naukę kontynuował w Le Moyne College w DeWitt.

### Kariera
Po występie w niezależnym filmie Jazda konna ogrodzona (Riding the Rails, 1988), jego pierwszym doświadczeniem na dużym ekranie była rola mechanika Fragi w dramacie Franka Marshalla Alive, dramat w Andach (Alive, 1993). obok Ethana Hawke’a, Vincenta Spano i Josha Hamiltona. 
W 1999 przeprowadził się do Los Angeles. W filmie Con Air – lot skazańców (Con Air, 1997) u boku Nicolasa Cage’a grał agenta Williego Simsa. Za rolę 'J.A.' Ortiza w serialu ABC Nic świętego (Nothing Sacred, 1997–1998) oraz postać Freddiego Corillo w serialu ABC Grzechy miasta (Sins of the City, 1998) zdobył nominację do ALMA Award.

## Życie prywatne
15 września 1991 poślubił Laurę Levine. Mają córkę Stellę.

## Filmografia

### Filmy
- 1988: Jazda konna ogrodzona (Riding the Rails)
- 1993: Alive, dramat w Andach (Alive) jako Fraga, mechanik
- 1994: Rodeo w Nowym Jorku (The Cowboy Way) jako Carlos
- 1994: Crooklyn jako Tommy La La
- 1994: Świeża śmierć (Fresh Kill jako Miguel Flores
- 1994: Fresh jako porucznik Perez
- 1994: Nadja jako barman
- 1995: Dym (Smoke) jako OTB człowiek #2, Jerry
- 1995: Flirt jako taksówkarz
- 1995: Pociąg z forsą (Money Train) jako Victor
- 1995: Brooklyn Boogie (Blue in the Face) jako Jerry
- 1996: Kwestia wartości (For Which He Stands) jako Jose
- 1996: Striptiz (Striptease) jako Chris Rojo
- 1996: Okup (Ransom) jako David Torres
- 1997: Hurricane Streets jako Kramer
- 1997: Con Air – lot skazańców (Con Air) jako DEA Agent Willie Sims
- 1997: Mały smak nieba (A Small Taste of Heaven)
- 1998: Razem i oddzielnie (Next Stop Wonderland) jako Andre de Silva
- 2000: Charlie Cykor (Gun Shy) jako Fidel Vaillar
- 2000: Oportuniści (The Opportunists) jako
- 2000: Szczęśliwy traf (Happy Accidents) jako Jose
- 2000: Ferajna (The Crew) jako Escobar
- 2000: Miłość lub ojczyzna. Historia Artura Sandovala (For Love or Country: The Arturo Sandoval Story) jako Paquito D'Rivera
- 2000: Królewna Śnieżka (Snow White: The Fairest of Them All) jako Hector
- 2003: Nożownik (The Hunted) jako Bobby Moret
- 2005: Constantine jako detektyw Weiss
- 2006: Alibi (The Alibi) jako oficer Sykes
- 2006: Undoing jako Randall
- 2006: Mission: Impossible III jako IMF Agent Pete
- 2007: Tortilla niebiańska (Tortilla Heaven) jako Isidor
- 2007: Next jako szef ochrony Roybal
- 2008: Zmierzch (Twilight) jako pan Molina
- 2008: Trzy (The Tree) jako Spano
- 2009: Stadium (The Station)
- 2010: Zapach kawy (Smell the Coffee) jako Ricky
- 2011: Opiekun (The Chaperone) jako Carlos
- 2012: Oko huraganu (Eye of the Hurricane) jako Roberto Cruz
- 2012: Fałszerz (The Forger) jako pan Weathers
- 2013: Połączenie (The Call) jako Marco
- 2014: Utrata duszy Marii (Mary Loss of Soul) jako Victor Solis
- 2014: Wiktor (Victor) jako Manuel

### Seriale TV
- 1992: Prawo i bezprawie (Law & Order: Trial by Jury) jako Rudy Amendariz
- 1994: Nowojorscy gliniarze (NYPD Blue) jako Bobby Ruiz
- 1994–1996: Oblicza Nowego Jorku (New York Undercover) jako Jimmy Torres
- 1995: Zagadki Cosby’ego (The Cosby Mysteries) jako Espinosa
- 1996: Szaleję za tobą (Mad About You) jako fryzjer Arturo
- 1997: Książę ulicy (Prince Street)
- 1997: Szaleję za tobą (Mad About You) jako Arturo
- 1997–1998: Nic świętego (Nothing Sacred) jako 'J.A.' Ortiz
- 1998: Prawo i bezprawie (Law & Order: Trial by Jury) jako detektyw Mark Rivera
- 1998: Grzechy miasta (Sins of the City) jako Freddie Corillo
- 2000: Luzik Guzik (Get Real) jako dr Carroll
- 2001: Prawo i bezprawie (Law & Order: Trial by Jury) jako technik Computer Forensics
- 2001–2002: Żarty na bok (That's Life) jako Ray Orozco
- 2002: Jordan w akcji (Jordan) jako George Cortinez
- 2002: Dotyk anioła (Touched by an Angel) jako Oscar
- 2003: Obława (Dragnet) jako Badacz Komisji Rewizyjnej #2
- 2003: Karen Sisco jako Julio
- 2003: CSI: Kryminalne zagadki Miami (CSI: Miami) jako Carl Galaz
- 2004: Prawo i bezprawie (Law & Order) jako CSU Tech
- 2004: Ostry dyżur (ER) jako Eduardo Lopez
- 2004: Century City jako Adwokat Randall Purgaman
- 2004: Prawo i bezprawie (Law & Order: Trial by Jury) jako Christoff
- 2005: CSI: Kryminalne zagadki Las Vegas (C.S.I.: Crime Scene Investigation) jako detektyw Chris Cavaliere
- 2005: Agentka o stu twarzach (Alias) jako Roberto Fox
- 2005: Kości (Bones) jako Mickey Santana
- 2005: The Shield: Świat glin (The Shield) jako Gino
- 2006: Życie na fali (The O.C.) jako Jason Spitz
- 2006: Wzór (NUMB3RS) jako Bernardo Infante
- 2006: Skazany na śmierć (Prison Break) jako Coyote
- 2006: Dexter jako Jorge Castillo
- 2006: 24 godziny (24) jako Joseph Malina
- 2006: Prawo i bezprawie (Law & Order: Trial by Jury) jako detektyw dzielnicy śledczy
- 2007: Życie na fali (The O.C.) jako Jason Spitz
- 2007: Justice jako detektyw Mendoza
- 2007: Ocalić Grace (Saving Grace) jako Ronnie
- 2007: Agenci NCIS (NCIS) jako kpt. Marynarki Wojennej dr Adrian De La Casa
- 2008: CSI: Kryminalne zagadki Miami (CSI: Miami) jako Juan Ortega
- 2008: Zaklinacz dusz (Ghost Whisperer) jako oficer Reed Simonds
- 2008: CSI: Kryminalne zagadki Las Vegas (C.S.I.: Crime Scene Investigation) jako detektyw Chris Cavaliere
- 2009: Chirurdzy (Grey’s Anatomy) jako Anthony Meloy
- 2009: Medium jako Oswaldo Castillo
- 2009: Zaklinacz dusz (Ghost Whisperer) jako oficer Luis Simon
- 2009: CSI: Kryminalne zagadki Las Vegas (C.S.I.: Crime Scene Investigation) jako detektyw Chris Cavaliere
- 2009: Gra pozorów (Dark Blue) jako agent Boyle
- 2009: Magia kłamstwa (Lie To Me) jako detektyw Molina
- 2009: Bez skazy (Nip/Tuck) jako detektyw Cyrus
- 2010: Szpital dziecięcy (Childrens Hospital) jako szef Gangu
- 2010: Castle jako Alfredo Quintana
- 2010: Prawo i porządek: Zbrodniczy zamiar (Law & Order: Criminal Intent) jako senator Victor Caldera
- 2010: CSI: Kryminalne zagadki Las Vegas (C.S.I.: Crime Scene Investigation) jako detektyw Chris Cavaliere
- 2010: Zaklinacz dusz (Ghost Whisperer) jako oficer Luis Simon
- 2011: A Gifted Man jako Richard Flores
- 2011: The Chicago Code jako Daniel Romero
- 2011: Off the Map: Klinika w tropikach (Off the Map) jako Julio
- 2011: W garniturach (Suits) jako taksówkarz Harry
- 2011: The Event: Zdarzenie (The Event) jako Carlos Geller
- 2012: Wdowi detektyw (Widow Detective) jako Raymond
- 2012: Gotowe na wszystko (Desperate Housewives) jako detektyw Heredia
- 2012: Impersonalni (Person of Interest) jako Vargas
- 2012: Dr House jako Nate Weinmann
- 2012: 666 Park Avenue jako komisarz Pike
- 2012: Skandal (Scandal) jako generał Benicio Flores
- 2012: Prawo Harry’ego (Harry's Law) jako adwokat Hector Walsh
- 2012: Tożsamość szpiega (Burn Notice) jako Vasquez
- 2013: Anatomia prawdy (Body of Proof) jako Roberto Franco
- 2014: The Last Ship jako El Toro
- 2014: Skorpion (Scorpion) jako Lou Rake
- 2014: Taxi Brooklyn jako detektyw Eddie Esposito